# Cuscuta harperi
Cuscuta harperi är en vindeväxtart som beskrevs av John Kunkel Small. Cuscuta harperi ingår i släktet snärjor, och familjen vindeväxter. Inga underarter finns listade i Catalogue of Life.